# José Sagredo
José Manuel Sagredo Chávez (Santa Cruz de la Sierra, 10 de marzo de 1994) es un futbolista boliviano. Juega como defensa. Actualmente milita en el Bolívar de la Primera División de Bolivia.
Desde 2017 es internacional con la Selección boliviana. 
Es hermano del futbolista Jesús Sagredo.

## Selección nacional
Con la Selección Boliviana, debutó en el amistoso dónde venció 1-0 a Nicaragua en el año 2017. Disputó tres encuentros en las Eliminatorias 2018. Disputó 2 juegos en la Copa América 2021 uco como titular y el segundo como cambio.

### Participaciones en Copa América
| Torneo            | Sede   | Resultado      | Partidos | Goles |
| ----------------- | ------ | -------------- | -------- | ----- |
| Copa América 2021 | Brasil | Fase de grupos | 2        | 0     |

## Clubes
| Club          | País    | Año           |
| ------------- | ------- | ------------- |
| Blooming      | Bolivia | 2015          |
| Destroyers    | Bolivia | 2015          |
| Club Blooming | Bolivia | 2016-2018     |
| The Strongest | Bolivia | 2019-2021     |
| Bolívar       | Bolivia | 2022-presente |

## Palmarés

### Títulos nacionales
| Título           | Club    | País    | Año           |
| ---------------- | ------- | ------- | ------------- |
| Primera División | Bolívar | Bolivia | Apertura 2022 |